# Antopil, Tomașpil
Antopil (în ucraineană Антопіль) este un sat în comuna Markivka din raionul Tomașpil, regiunea Vinnița, Ucraina.

## Demografie
Componența lingvistică a localității Antopil
     Ucraineană (97,05%)
     Rusă (2,11%)
     Alte limbi (0,84%)
Conform recensământului din 2001, majoritatea populației localității Antopil era vorbitoare de ucraineană (97,05%), existând în minoritate și vorbitori de rusă (2,11%).